# Кохови постулати
Кохови постулати или Хенле-Кохови постулати
Године 1890. лекар и бактериолог Роберт Кох објавио је критеријуме (постулате) за процену да ли је одређена бактерија узрочник дате болести. Постулати се делом заснивају на раније објављеним радовима анатома Јакоба Хенлеа који је био Кохов професор. 
Кохови постулати гласе:
- Бактерија мора бити присутна у сваком болесном организму
- Бактерија мора бити изолована од болесне јединке и узгајена у чистој култури
- Болест мора бити репродукована када се чиста култура бактерије унесе у необолели организам
- Мора бити могуће изоловати бактерију из лабораторијски заражене јединке

Ови постулати су унели научну јасноћу у младој науци бактериологији. 

## Ограничења
Први постулат је оригинално гласио: „Бактерија мора бити присутна у сваком болесном организму, али не и у здравом“. 
Кох је одбацио последњи део реченице, јер се сусрео са случајевима асимптоматских обољења. 
Паразитне бактерије тифуса су добар пример, јер оне некад живе у симбиози са организмом домаћина, док су веома опасне за друге. 
Други постулат не важи за лепру, чија се бактерија изазивач не може узгајити у лабораторији. 
Трећи постулат не важи у свим случајевима (рецимо колера, туберкулоза) како је сам Кох закључио 1884. 
Безопасне бактерије понекад изазивају обољења ако стекну додатну вирулентност, допру до ткива људском интервенцијом, или ако нападну особу са ослабљеним имунитетом. Такође, реакција оболелих на инфекцију је најчешће веома индивидуална. 
И поред ових ограничења, Кохови постулати су вредан тест узрочно-последичне везе између микроорганизма и појаве болести. 